# Pangenesistheorie
Pangenesis ist ein Begriff aus der Genetik und war methodischer Ansatz Charles Darwins bei seiner Arbeit Das Variieren der Thiere und Pflanzen im Zustande der Domestication, welche er im Jahre 1868 betrieb. Wie auch die Präformationslehre zählt sie zu den historischen Theorien der Vererbungslehre. Sie geht davon aus, dass die Keimzellen das Sammelbecken für Bestandteile des ganzen Körpers bilden.

## Vorgeschichte
Bekannt ist die auch als Panspermie oder Pangenesislehre bezeichnete Hypothese bereits seit der Antike, so im Corpus Hippocraticum: „Der Samen geht von dem gesamten Körper aus; gesunder von gesunden Teilen und kranker von kranken Teilen.“ (Hippokrates, ca. 460–370 v. Chr.) Sowohl in den hippokratischen Schriften wie von Demokrit wurde die Auffassung vertreten, dass sich der (bei Männern und Frauen vorhandene) „Samen“ aus Absonderungen aller Körperteile zusammensetzt.

## Die Pangenesistheorie von Charles Darwin
Darwin entwickelte die Pangenesistheorie in seinen späten Werken als Konzession an Vertreter lamarckistischer Auffassungen wegen bestimmter Anpassungsphänomene bei Lebewesen, die er nicht mit seiner Selektionstheorie erklären zu können glaubte:

„Es wird fast allgemein zugegeben, dass die Zellen oder die Einheiten des Körpers sich durch Theilung oder Prolification fortpflanzen, wobei sie zunächst dieselbe Natur beibehalten und schliesslich in die verschiedenen Gewebe und Substanzen des Körpers verwandelt werden. Aber ausser dieser Vermehrungsweise nehme ich an, dass die Zellen vor ihrer Umwandlung in völlig passive oder ‚gebildete Substanz‘ kleine Körnchen oder Atome abgeben, welche durch den ganzen Körper frei circulieren und welche, wenn sie mit gehöriger Nahrung versorgt werden, durch Theilung sich verfielfältigen und später zu Zellen entwickelt werden können, gleich denen von denen sie herrühren. Diese Körnchen können der Deutlichkeit halber Zellenkeimchen genannt werden, oder da die Zellentheorie nicht vollständig begründet ist, einfach Keimchen […] Endlich nehme ich an, daß die Keimchen in ihren schlummernden Zustande eine gegenseitige Verwandtschaft zueinander haben, welche zu ihrer Aggregation entweder zu Knospen oder zu den Sexualelementen führt. Um genauer zu sprechen, so sind es nicht die reproduktiven Elemente, auch nicht die Knospen, welche neue Organismen erzeugen, sondern die Zellen selbst durch den ganzen Körper. Diese Annahmen bilden die provisorische Hypothese, welche ich Pangenesis genannt habe.“

Das folgende Zitat zeigt deutlich, dass Darwin weit lamarckistischer im Sinne einer Vererbung erworbener Eigenschaften gedacht hat, als dies heutzutage angenommen wird:

„Bei Variationen, welche durch die directe Einwirkung veränderter Lebensbedingungen verursacht werden […] werden die Gewebe des Körpers nach der Theorie der Pangenesis direct durch die neuen Bedingungen afficiert und geben demzufolge modificirte Nachkommen aus, welche mit ihren neuerdings erlangten Eigenthümlichkeiten den Nachkommen überliefert werden.“

## Pangenesistheorie contra Keimplasmatheorie
Bedenken gegen diese Pangenesistheorie ergaben sich zunächst aus experimentellen Befunden. So versuchte beispielsweise Francis Galton, ein Vetter Darwins, dessen Theorie zu beweisen. Dazu übertrug er Blut von nicht grau gefärbten Kaninchen auf graue in der Erwartung, die Nachkommenschaft werde gescheckt. Dieser Versuch verlief negativ und so trat Galton ab 1876 gegen die somatische Induktionslehre auf, die eine spezifische Beeinflussbarkeit der Keimzellen durch das Soma postuliert. Er vertrat stattdessen die Hypothese der Unabhängigkeit des Erbgutes vom Soma, jene Theorie, die der Freiburger Zoologe und Hauptvertreter des Neo-Darwinismus August Weismann im Jahr 1892 als Keimplasmatheorie klassisch formuliert hatte. Von 1886 bis 1895 führten Weismann und der englische Philosoph Herbert Spencer einen erbitterten, international viel beachteten wissenschaftlichen Disput um die „Faktoren der organischen Evolution“ bei dem es unter anderem um die Pangenesistheorie ging.
Das wissenschaftshistorische Verdienst dieser Keimplasmatheorie Weismanns besteht darin, die Annahme einer Entstehung des Keimgutes im ganzen Körper, also die Pangenesistheorie, erschüttert und widerlegt zu haben. Somit verloren die harten Verfechter der Annahme der „Vererbung erworbener Eigenschaften“ – wie beispielsweise Herbert Spencer – eine ihrer wesentlichen Argumentationsstützen.